# Lamborghini 400 GT
Der Lamborghini 400 GT war ein Coupé des Automobilherstellers Lamborghini. Der Wagen wurde von 1965 bis 1968 in 273 Exemplaren von Carrozzeria Touring gebaut; Nachfolger des Lamborghini 400 GT war der Lamborghini Islero. 1967 beendete Touring die Automobilproduktion; die letzten Exemplare des Lamborghini 400 GT wurden bei Marazzi komplettiert.

## Technische Details
Der Wagen entsprach in Karosserie und Technik (Fünfganggetriebe, Einzelradaufhängung an ungleich langen Dreieckslenkern auch hinten, Scheibenbremsen an allen Rädern) weitestgehend dem Vorgänger Lamborghini 350 GT, der V12-Motor mit vier obenliegenden Nockenwellen war aber auf 3929 cm³ Hubraum vergrößert worden und hatte 235 kW/320 PS. Das Werk gab eine Höchstgeschwindigkeit von 260 km/h an.

## Sondermodelle und Prototypen

### 400 GTS
Der 400 GTS wurde als eines der letzten Autos von Touring im Jahr 1966 gestaltet. Im Prinzip war es der gleiche Wagen wie der 350 GTS. Es wurde lediglich der Motor des 400 GT eingebaut.

### 400 GT Flying Star II
Der 400 GT Flying Star II wurde auf dem Turiner Autosalon 1966 präsentiert. Er basierte auf dem 400 GT 2+2. Die Firma Touring baute ein Kombi-Coupé. Der Erstbesitzer des Einzelstückes war der Sohn der Schriftstellerin Françoise Sagan. Der Flying Star II wurde 1987, nachdem er restauriert wurde, auf der Oldtimer-Messe Retromobile in Paris präsentiert. Das Fahrzeug befindet sich in Privatbesitz.

### Monza 400
Der Monza 400 wurde vom Karosseriebaubetrieb Neri e Bonacini 1966 gebaut. Dieser Betrieb war auch schon für das Chassis des Lamborghini 350 GT und für das des Ferrari 250 GTO verantwortlich.

1966 Lamborghini Flying Star
1966 Lamborghini Flying Star Heckansicht
1966 Lamborghini Flying Star Frontansicht
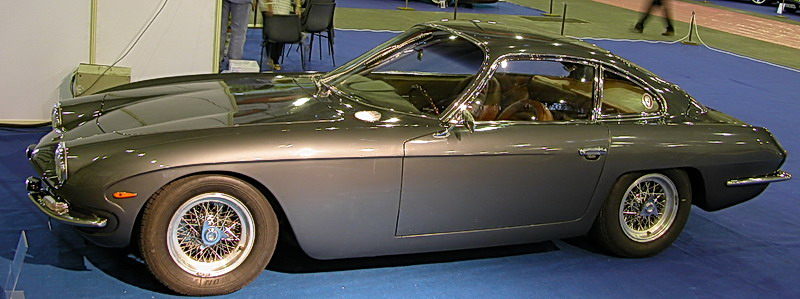
Lamborghini 400 GT
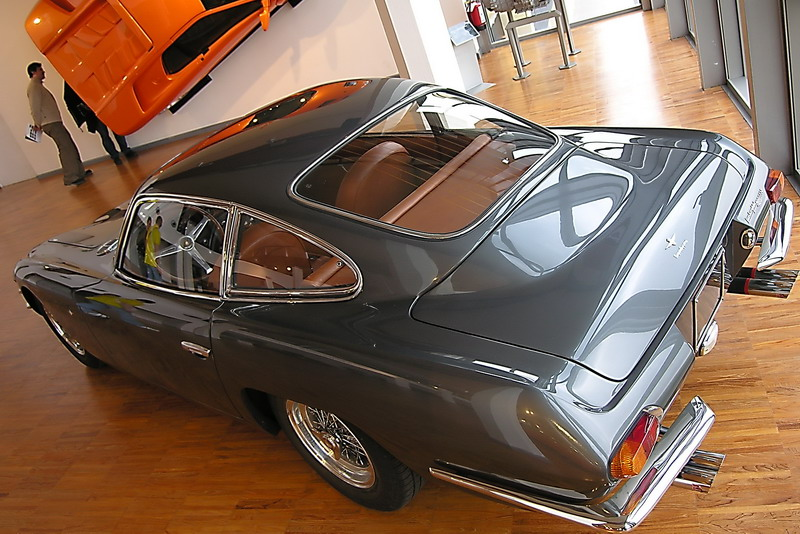
Lamborghini 400 GT im Werksmuseum
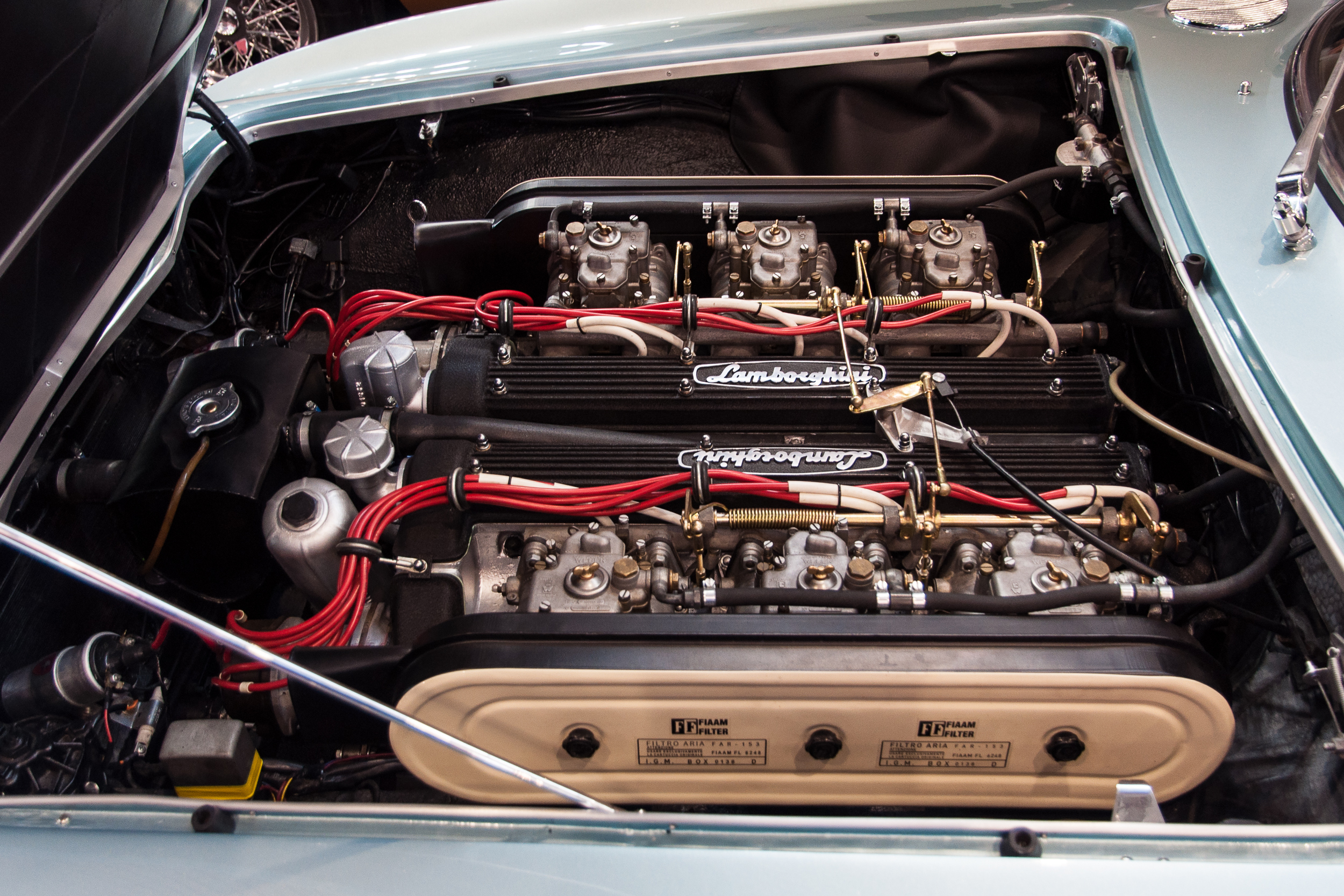
Motor des Lamborghini 400 GT 2+2

| Motor:                           | 12-Zylinder-V-Motor (Viertakt), Gabelwinkel 60°            | 12-Zylinder-V-Motor (Viertakt), Gabelwinkel 60°    |
| Hubraum:                         | 3464 cm³                                                   | 3929 cm³                                           |
| Bohrung × Hub:                   | 77 × 62 mm                                                 | 82 × 62 mm                                         |
| Leistung bei 1/min:              | 206 kW (280 PS) bei 6500 350 GTV: 265 kW (360 PS) bei 8000 | 235 kW (320 PS) bei 6500                           |
| Max. Drehmoment bei 1/min:       | 309 Nm bei 4700                                            | 355 Nm bei 4700                                    |
| Verdichtung:                     | 9,0:1                                                      | 10,2:1                                             |
| Gemischaufbereitung:             | 6 Horizontal-Doppelvergaser Weber 40                       | 6 Horizontal-Doppelvergaser Weber 40               |
| Ventilsteuerung:                 | DOHC                                                       | DOHC                                               |
| Kühlung:                         | Wasserkühlung                                              | Wasserkühlung                                      |
| Getriebe:                        | 5-Gang-Getriebe Hinterradantrieb                           | 5-Gang-Getriebe Hinterradantrieb                   |
| Radaufhängung vorn:              | je zwei ungleich lange Querlenker, Schraubenfedern         | je zwei ungleich lange Querlenker, Schraubenfedern |
| Radaufhängung hinten:            | je zwei ungleich lange Querlenker, Schraubenfedern         | je zwei ungleich lange Querlenker, Schraubenfedern |
| Bremsen:                         | Scheibenbremsen rundum                                     | Scheibenbremsen rundum                             |
| Lenkung:                         | Zahnstangenlenkung                                         | Zahnstangenlenkung                                 |
| Karosserie:                      | Stahlblech, selbsttragend                                  | Stahlblech, selbsttragend                          |
| Spurweite vorn/hinten:           | 1380/1380 mm                                               | 1380/1380 mm                                       |
| Radstand:                        | 2550 mm 350 GTV: 2450 mm                                   | 2550 mm 350 GTV: 2450 mm                           |
| Abmessungen:                     | 4460 × 1730 × 1280 mm                                      | 4460 × 1730 × 1280 mm                              |
| Leergewicht:                     | 1210 kg 350 GTV: 980 kg 350 GTZ: 1050 kg                   | 1300 kg                                            |
| Höchstgeschwindigkeit:           | 258 km/h 350 GTV: 280 km/h                                 | 270 km/h                                           |
| 0–100 km/h:                      | 6,4 s                                                      | n.a.                                               |
| Verbrauch (Liter/100 Kilometer): | 20 S                                                       | 22 S                                               |
| Preis (DM):                      | n.a.                                                       | 58.000 (1967)                                      |
| Stückzahlen:                     | 120 (350 GT) 1 (350 GTV) 2 (350 GTZ) 2 (350 GTS)           | 273                                                |